# Łazik skalny
Łazik skalny (Xenicus gilviventris) – gatunek małego ptaka z rodziny barglików (Acanthisittidae), jedyny żyjący przedstawiciel rodzaju Xenicus. Endemiczny dla Wyspy Południowej na Nowej Zelandii, występuje tam wyspowo. Nie wyróżnia się podgatunków. Zagrożony wyginięciem.

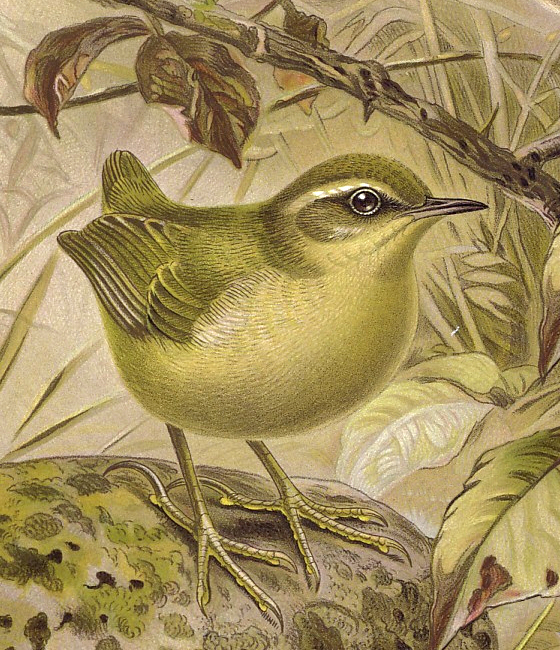

MorfologiaŁazik skalny jest niewielkim ptakiem, mierzącym 10 cm, o mocno zredukowanym ogonie. Krótki, szary dziób z pomarańczowymi jego kątami. Jasna brew na brązowej głowie. Wierzch ciała na głowie szary, na karku jasnooliwkowy, a na grzbiecie szarooliwkowy. Skrzydła oliwkowe, czarne w zgięciu. Spód ciała cały biały, z żółtawymi bokami. Jasnoróżowe nóżki z długim tylnym pazurem.
Ekologia i zachowanieJego środowisko to wysokie, górskie stoki, pomiędzy około 920 a 2900 m n.p.m. (najczęściej 1200–2400 m n.p.m.). Zjada głównie owady, ale czasami także owoce i nasiona rosnących w jego środowisku roślin. Zdolność lotu zredukowana.
StatusMiędzynarodowa Unia Ochrony Przyrody (IUCN) od 2016 uznaje łazika skalnego za gatunek zagrożony (EN – endangered). Wcześniej, od 2005 miał on status gatunku narażonego (VU – vulnerable), od 1994 gatunku bliskiego zagrożenia (NT – near threatened), a od 1988 – gatunku najmniejszej troski (LC – least concern). Liczebność populacji, według szacunków, mieści się w przedziale 1250–6000 dorosłych osobników. Trend liczebności populacji uznaje się za spadkowy. Główne zagrożenie dla gatunku to drapieżnictwo i plądrowanie gniazd przez introdukowane ssaki takie jak myszy czy gronostaje. Przed osiedleniem się Europejczyków na Nowej Zelandii łazik skalny występował także na Wyspy Północnej.